# Muling
Muling (en chino, 穆棱; pinyin, Mùlíng) es un municipio  bajo la administración directa de la Prefectura Mudanjiang en la Provincia de Heilongjiang, República Popular China.  Su área es de 6040 km² y su población total para 2004 superó los 330 mil habitantes. 

## Administración
Desde julio de 2020, el  Municipio Muling se divide en 8 pueblos que se administran en 6 poblados, 1  villa y 1 villa étnicas.